# Балтіно
Ба́лтіно (рос. Балтино, башк. Балта) — присілок у складі Кармаскалинського району Башкортостану, Росія. Входить до складу Кабаковської сільської ради.
Населення — 6 осіб (2010; 9 в 2002).
Національний склад:
- татари — 89 %